# Syndrome asthmatiforme félin
Le syndrome asthmatiforme félin, aussi appelé asthme félin, bronchite chronique féline ou bronchite allergique féline, est une maladie respiratoire courante du chat qui se caractérise par une inflammation chronique des bronches et des bronchioles, à l'origine d'une toux et de difficultés respiratoires souvent chroniques. 

## Prévalence
Entre 1 et 5 % des chats seraient atteints d'asthme,, même si cette prévalence serait sous-estimée. Il s'agit d'une des maladies pulmonaires les plus courantes chez les chats. Les chats Siamois seraient davantage touchés, suggérant une prédisposition génétique. Toutes les catégories de chats sont touchées, mâles comme femelles, peu importe l'âge, même si les chats âgés et d'âge moyen sont davantage concernés.

## Physiopathologie
La physiopathologie de l'asthme chez le chat n'est pas totalement connue. L'asthme félin aurait une origine allergique. L'exposition à des allergènes volatiles stimule stimule la production d'immunoglobulines E (IgE) spécifiques qui s'associent aux mastocytes et aux basophiles respiratoires. De nouvelles expositions entraînent la liaison entre les allergènes et les immunoglobulines E, induisant une libération importante d'histamine et de sérotonine. Un des effets de l'histamine est d'augmenter la production de mucus respiratoire, diminuant ainsi le diamètre des bronches ce réduit ainsi la ventilation. Cette réduction de la ventilation est à l'origine de la toux, des sifflements et de la létargie de l'animal, ainsi que de ses difficultés respiratoires principalement pendant l'expiration. La sérotonine provoque la contraction des cellules musculaires lisses des parois bronchiques (bronchoconstricton), mécanisme à l'origine de la détresse respiratoire sévère. L'obstruction de bronches peut être totale, ce qui provoque une atélectasie pulmonaire.
Les mastocytes libèrent également des médiateurs qui induisent un état inflammatoire dans les bronches.  

## Symptômes
Les symptômes varient selon la sévérité de l'affection. Dans les cas peu sévères, les symptômes peuvent passer inaperçus. Ils ont tendance à s'aggraver avec l'exercice et le stress.
Le symptôme le plus rapporté consiste en une toux chronique, parfois occasionnelle quand l'atteinte est légère. Parmi les autres signes cliniques figurent des sifflements, une intolérance à l'effort,, une tachypnée, une orthopnée, une dyspnée expiratoire avec parfois une insuffisance respiratoire.
Certains chats ont tendance à maigrir, tandis que d'autres ont tendance à grossir parce qu'ils réduisent leur activité physique.

## Diagnostic
Il n'existe pas de test unique permettant de diagnostiquer avec certitude l'asthme félin, et les signes de cette maladie sont non spécifiques.
Un diagnostic différentiel doit donc d'abord écarter les suspicions de bronchite chronique, une strongylose par Aelurostrongylus, une dirofilariose, ou une toxoplasmose.
En clinique, le diagnostic se base habituellement sur le signalement du patient, l'anamnèse, l'examen physique de l'animal et les signes cliniques,.

## Prise en charge
Le but du traitement est d'éliminer l'inflammation pulmonaire et la bronchoconstriction. Les protocoles thérapeutiques varient suivant la sévérité de l'asthme, le fait que la situation soit stabilisée ou non et qu'il s'agisse d'une crise aigüe ou d'une situation chronique.
Bien que l'asthme félin soit irréversible, les traitements actuels permettent aux chats diagnostiqués de mener une vie normale. L'asthme chronique du chat est habituellement traité avec des bronchodilatateurs ou des glucocorticostéroïdes.
En cas de crises répétées, l'asthme félin cède au salbutamol mais, pour administrer une vaporisation, il est nécessaire de se procurer un appareil avec un masque facial adapté à la morphologie du chat (même principe qu'une chambre d'inhalation).
En cas de crise aigüe, l'oxygénothérapie constitue avec des bronchodilatateurs et des glucocorticoïdes le premier traitement. L'animal doit être manipulé avec précautions et les examens complémentaires comme la radiographie doivent être évités afin de ne pas aggraver l'état de l'animal à cause du stress.

## Complications
L'asthme félin peut entrâiner une insuffisance cardiaque droite, un emphysème pulmonaire ou encore une fibrose pulmonaire.

## Pronostic
Bien que la morbidité soit élevée, la mortalité est faible,. L'asthme félin évolue différemment selon les individus.